# 紀元前386年
紀元前386年（きげんぜん386ねん）は、ローマ暦の年である。
当時は、「カミルス、コルネリウス、フィデナス、キンキナトゥス、プルウイルス、ポプリコラが執政武官に就任した年」として知られていた（もしくは、それほど使われてはいないが、ローマ建国紀元368年）。紀年法として西暦（キリスト紀元）がヨーロッパで広く普及した中世時代初期以降、この年は紀元前386年と表記されるのが一般的となった。

## 他の紀年法
- 干支 : 乙未
- 日本
  - 皇紀275年
  - 孝安天皇7年
- 中国
  - 周 - 安王16年
  - 秦 - 出公元年
  - 晋 - 孝公3年
  - 楚 - 悼王16年
  - 斉 - 康公19年
  - 田斉 - 太公元年
  - 燕 - 簡公29年
  - 趙 - 敬侯元年
  - 魏 - 武侯10年
  - 韓 - 文侯元年
- 朝鮮
  - 檀紀1948年
- ベトナム :
- 仏滅紀元 : 159年
- ユダヤ暦 :

## できごと

### ペルシア帝国
- 前年の「大王の和約」(the King's Peace)（「アンタルキダスの和約」(Peace of Antalcidas)）によってスパルタからの攻撃を遠ざけたアケメネス朝ペルシア帝国は、キュプロスとエジプトの平定に力を振り向けた。しかし、キュプロスの王エウアゴラス (Evagoras) や、エジプトのギリシア人傭兵将軍カブリアスが発揮した手腕のために、再征服は思うように進まず、戦争は長期化した。

### シチリア
- シュラクサイのディオニュシオス1世は、シュラクサイの影響力と交易をアドリア海にまで広げ、植民都市を、最も北ではエトルリアのハドリア（現在のアトリ）などに建設した。

### 中国
- 斉の田和が諸侯として周の安王に認められた。
- 趙が、邯鄲に都を築き、中牟（現在の河南省鶴壁市山城区）から遷都した。
- 趙の公子朝が反乱を起こし、魏に亡命した。公子朝は魏とともに邯鄲を襲撃したが、敗れた。

## 死去
- アリストパネス - アテナイの劇作家（おおよその年代）（紀元前456年ころ生）